# Hybocamenta congoana
Hybocamenta congoana är en skalbaggsart som beskrevs av Brenske 1898. Hybocamenta congoana ingår i släktet Hybocamenta och familjen Melolonthidae. Inga underarter finns listade i Catalogue of Life.